# Матка

Схематичне зображення жіночої статевої системи

Ма́тка (лат. uterus, англ. uterus чи womb) — головний гормонозалежний жіночий репродуктивний орган людини та більшості інших ссавців, у якому розвивається ендометрій під час менструальних циклів, після запліднення кріпиться та розвивається ембріон, виношується під час вагітності плід. Процеси, що відбуваються в матці, позначаються in utero.

## Будова
Матка є непарним гладком'язовим порожнистим органом, що має грушоподібну форму, сплощену в невагітної жінки в передньозадньому напрямку. Складається з дна, тіла, перешийка і шийки. Усередині розташована порожнина матки.
Дно (fundus uteri) — верхня частина матки, що виступає вище лінії входу в її порожнину маткових (фаллопієвих) труб.
Тіло матки (corpus uteri) складається з гладком'язових волокон, між якими розташовані сполучнотканинні й еластичні волокна. Це забезпечує велику скоротливу здатність цього органа. Довжина матки становить близько 9 см, ширина у верхній частині дорівнює половині довжини (близько 4,5 см), передньозадній розмір — близько половини ширини (2,5-3 см).
Перешийок (isthmus uteri) — канал завдовжки близько 1 см, розташований між порожниною матки та каналом шийки матки. У ділянці перешийка розташований внутрішній зів шийки матки (orificium internum uteri). Під час вагітності і пологів нижня частина тіла матки та перешийок становлять нижній сегмент матки.
Шийка матки (cervix uteri) частково виступає у просвіт вагіни (вагінальна частина), частково розташовується вище вагіни (надвагінальна частина). У жінок, які не народжували, шийка матки має конічну форму. У жінок, які народжували, шийка матки ширша і має циліндричну форму. Шийковий канал (цервікальний канал) також циліндричної форми. Зовнішній отвір шийкового каналу називають зовнішнім зівом (orificium externum uteri, ostium uteri). У тих, що не народжували, він округлий, «точковий», а в жінок, що народжували — щілиноподібний внаслідок бічних розривів шийки під час пологів.
Порожнина матки (cavitas uteri, cavum uteri) має форму трикутника, основа якого утворена внутрішньою поверхнею дна між проксимальними отворами маткових труб, а вершина — внутрішнім отвором каналу шийки.

### Стінки
Стінки тіла матки завтовшки 1,5 см. Маткова стінка складається з трьох шарів, або оболонок: периметрію, міометрію та ендометрію. У товщі стінки проходять інтрамуральні ділянки маткових труб.
- Периметрій (perimetrium) — зовнішня, серозна оболонка матки, являє собою листок очеревини
- Міометрій (myometrium) — серединна, м'язова оболонка. Складається з гладких м'язових волокон.
- Ендометрій (endometrium) — внутрішня, слизова оболонка

### Зв'язки
Матка утримується у своєму положенні кількома м'язами та зв'язками. Зв'язковий апарат можна розділити на підвісний, фіксувальний і тримальний.
- Підвішування матки забезпечується широкими зв'язками (lig. latum uteri) і круглими зв'язками (lig. teres uteri) матки, зв'язками яєчника і тримальними зв'язками яєчника.
- Фіксацію матки забезпечують головні (кардинальні) маткові зв'язки, крижово-маткова, лобково-маткові та міхурово-маткові зв'язки.
- Підтримання знизу здійснюється тазовою і сечостатевою діафрагмами (тазовим дном)[1].

## Розвиток
Матка в жіночих ембріонів починає розвиватися на другому місяці з середніх частин Мюллерових проток, які оточуються мезенхімними клітинами й утворюють непарну трубку.

## У тварин
Матка — середній відділ репродуктивної системи самиць, що служить для дозрівання запліднених яйцеклітин, метаморфоз зародка і вигнання назовні плоду (пологів дитинчати або відкладання яйця, личинки). Буває парним (наприклад, у сумчастих ссавців).
У безхребетних матка має вигляд трубкоподібного завороту зовнішніх покривів, що відкривається одним кінцем назовні, іншим — в паренхіму;

## Зображення

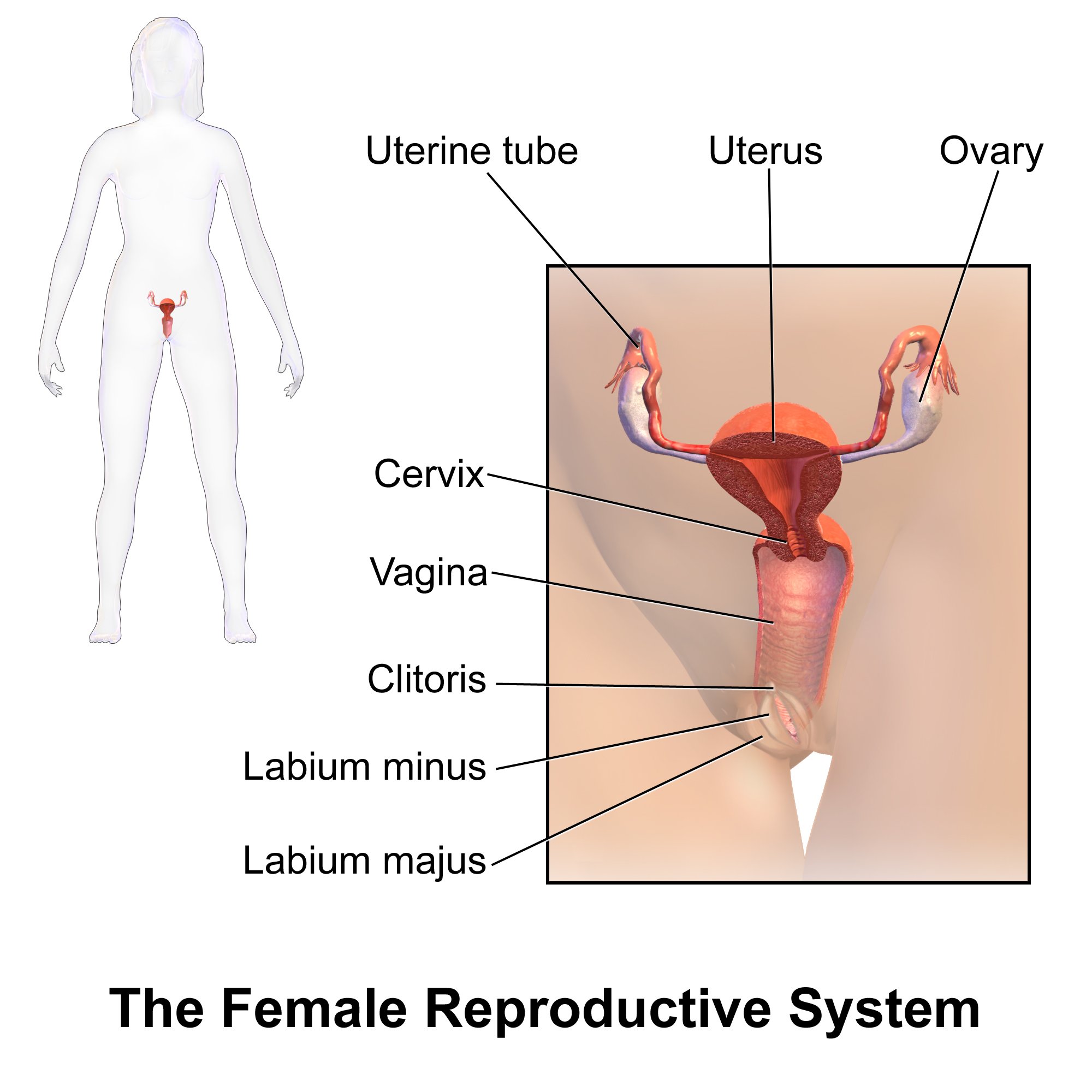
Положення матки в організмі
Будова матки
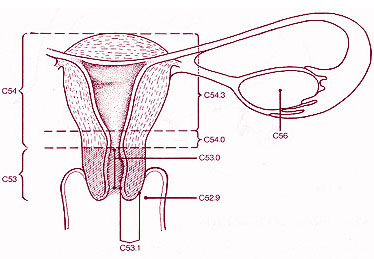
Матки, маткова труба та яєчник
Матка та прилеглі статеві органи
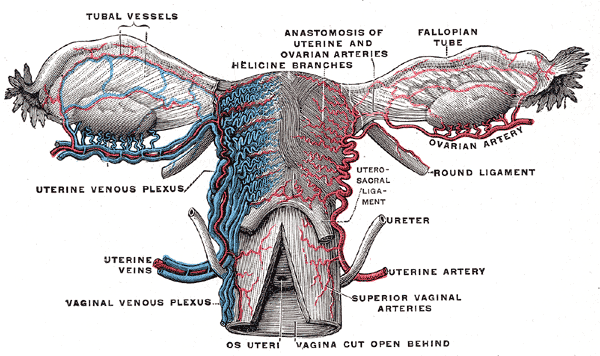
Кровоносні судини матки
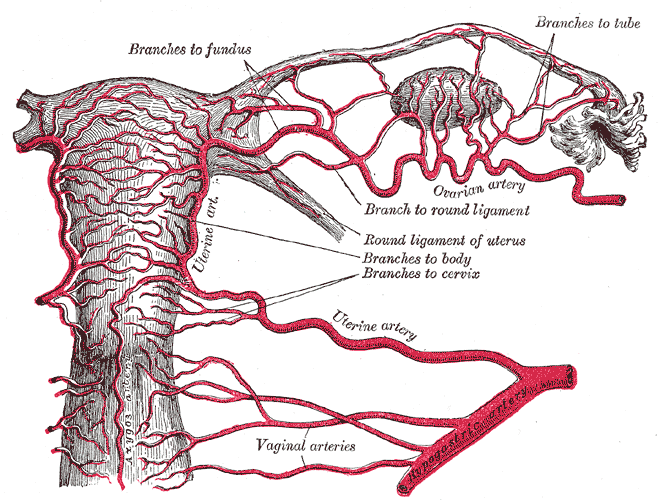
Артерії внутрішніх геніталій жінки (вигляд ззаду).
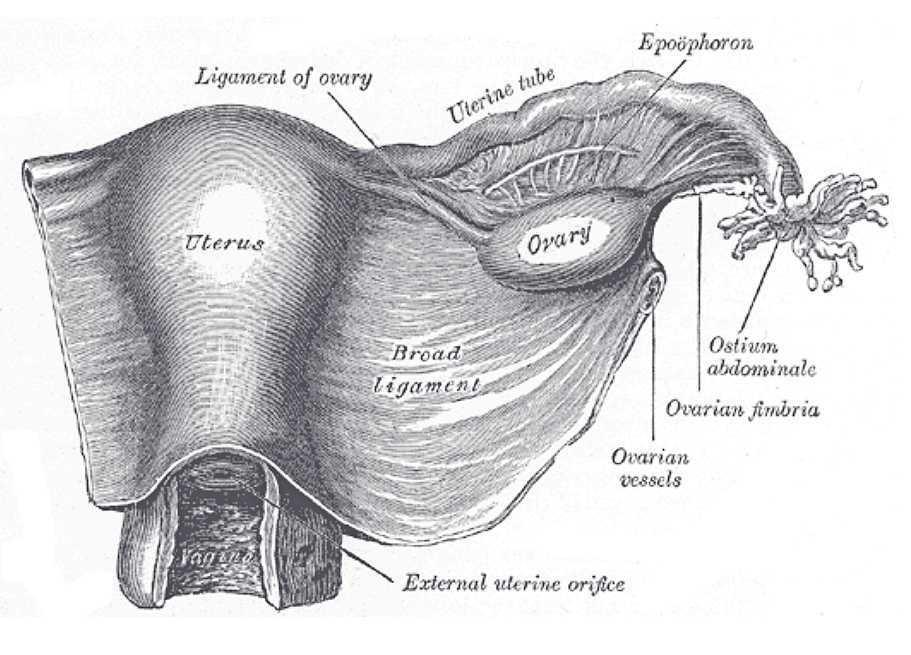
Вигляд матки ззаду
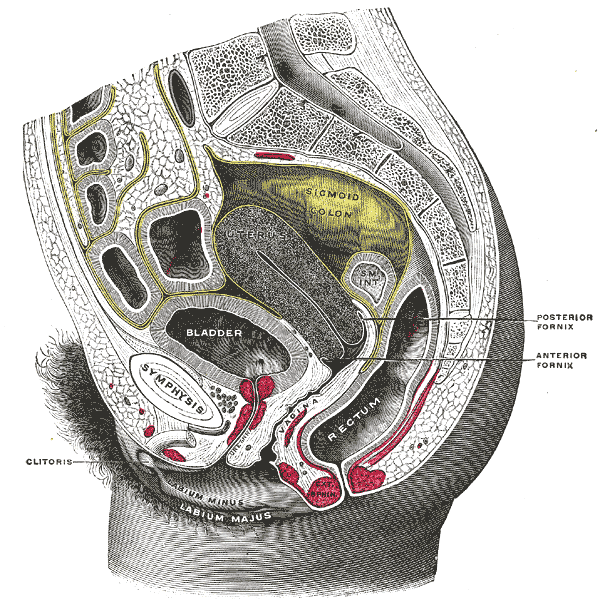
Сагітальний правий зріз нижньої частини живота жінки
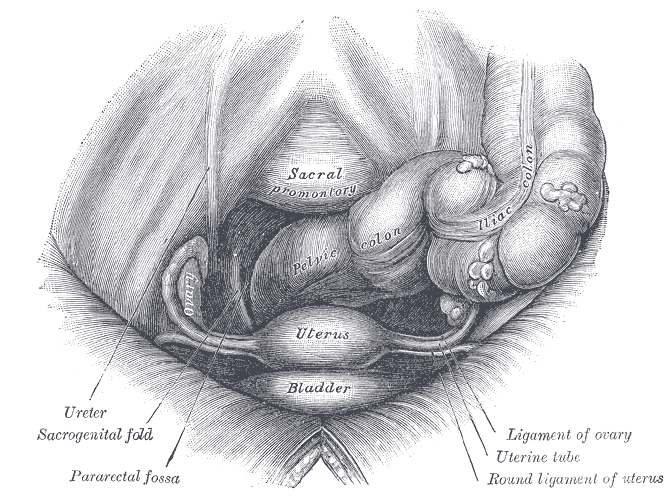
Тазова порожнина жінки. Вигляд згори та спереду
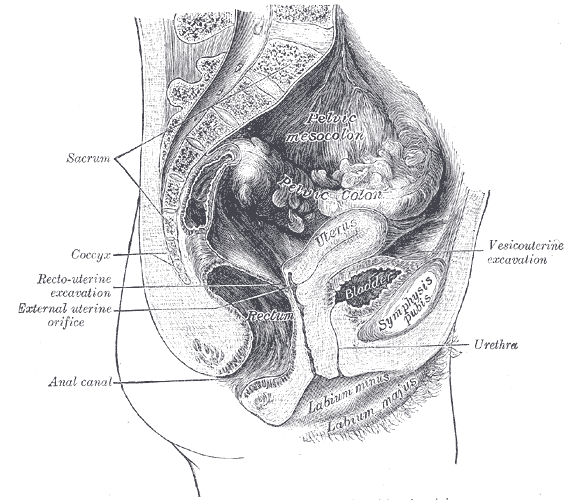
Медіальний сагітальний зріз жіночого таза
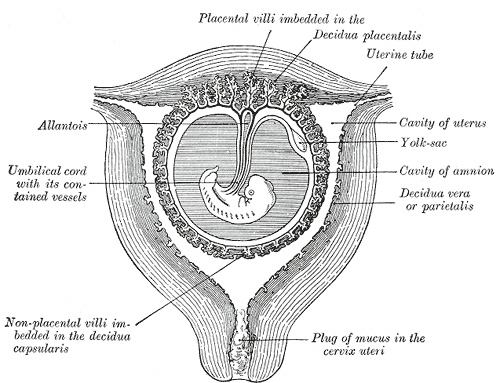
Матка на третьому та четвертому місяці вагітності
Плід у матці (5-6 місяць вагітності)